# ممص متة

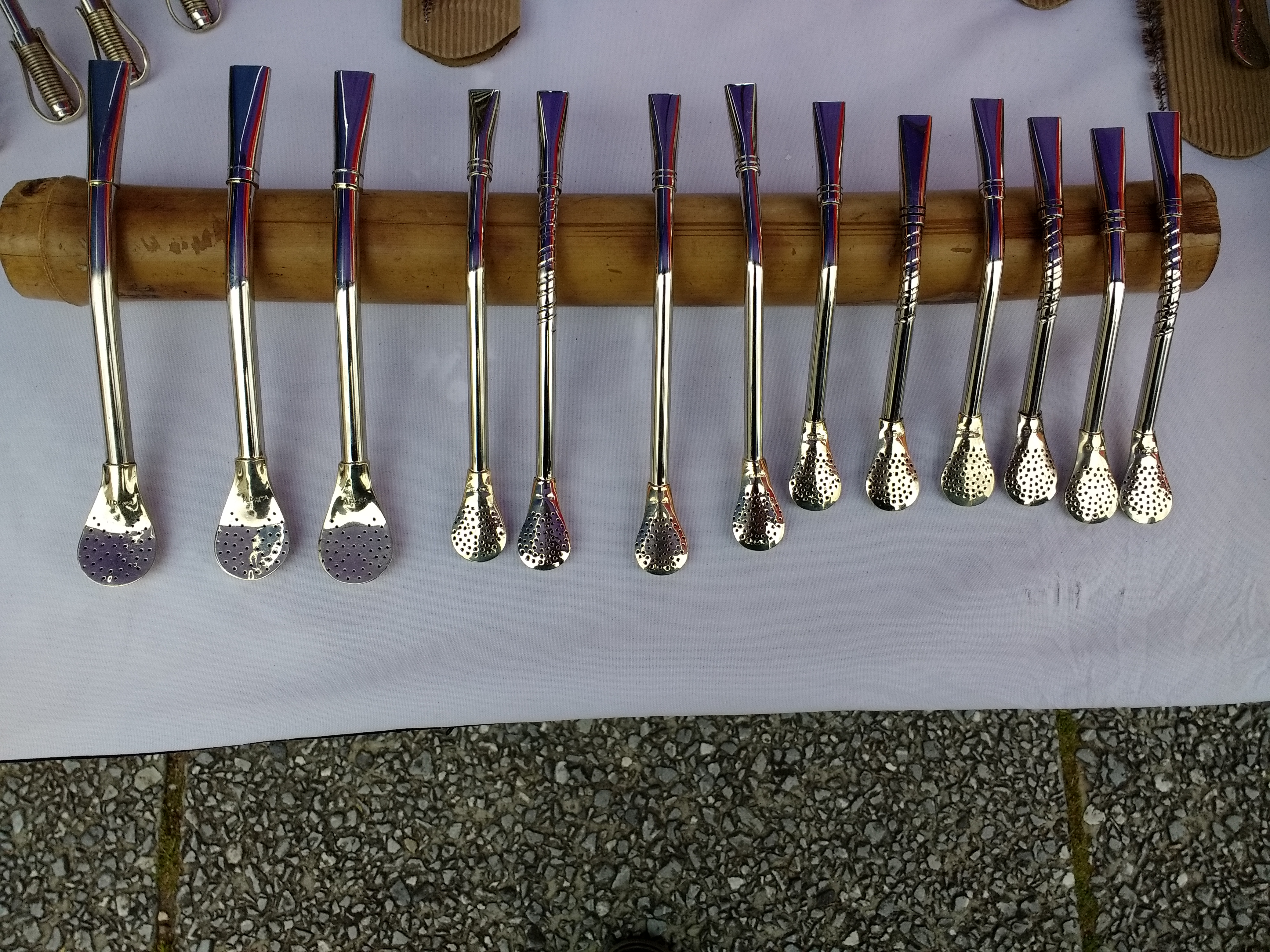
مجموعة من ممصات المتة التقليدية في المطبخ

ممص المتة (بالإسبانية: bombilla وتلفظ بومبيلا وبالبرتغالية: bomba وتلفظ بومبا) هو أحد أنواع الشفاطات المستخدم غالبًا لشرب المتة. في الممصات المعدنية، يكون الطرف السفلي مثقوبًا ويعمل كمصفاة معدنية تُستخدم لفصل نقيع المتة عن الأوراق والسيقان وبقايا المتة الأخرى، ويعمل بطريقة مشابهة للمصفاة المعدنية المثقبة في إبريق الشاي. يمكن أن تكون المصافي قابلة للإزالة ويمكن فتحها للتنظيف، أو قد تكون مثبتة بشكل دائم على ساق الممصة. تختلف أطوال الممصات ولكن الطول الشائع هو حوالي 18 سم.
تُصنع الممصات التقليدية من سبائك معدنية مثل سبيكة النحاس والنيكل، والفولاذ المقاوم للصدأ، والفضة من عيار 800 التي تُستخدم في صنع المصفاة والساق، وأحيانًا تُدمج مع رأس مطلي بالذهب. أما الممصات منخفضة الجودة فتُصنع من القصب المجوف. تحظى الممصات الفضية بشعبية كبيرة. وفي العقود الأخيرة، استبدلت المصّاصات الفضية التقليدية بأخرى مصنوعة من الفولاذ المقاوم للصدأ.
كانت الممصات الفضية تُستخدم من قبل الأثرياء، بينما كانت الممصات المصنوعة من القش تُستخدم من قبل الأشخاص الأقل ثراءً. ونظرًا للناقلية الحرارية العالية للفضة، يمكن أن تسخن الممصات والأوعية المصنوعة من الفضة بسرعة كبيرة، مما يتطلب الحذر عند شرب شاي المتة الساخن لتجنب الحروق.
في الوطن العربي، تنتشر هذه الممصات في سوريا ولبنان حيث استقدمه المهاجرون العائدون من أمريكا الجنوبية في القرن العشرين بعد نشوء حركة الهجرة إلى هناك.

## المعرض

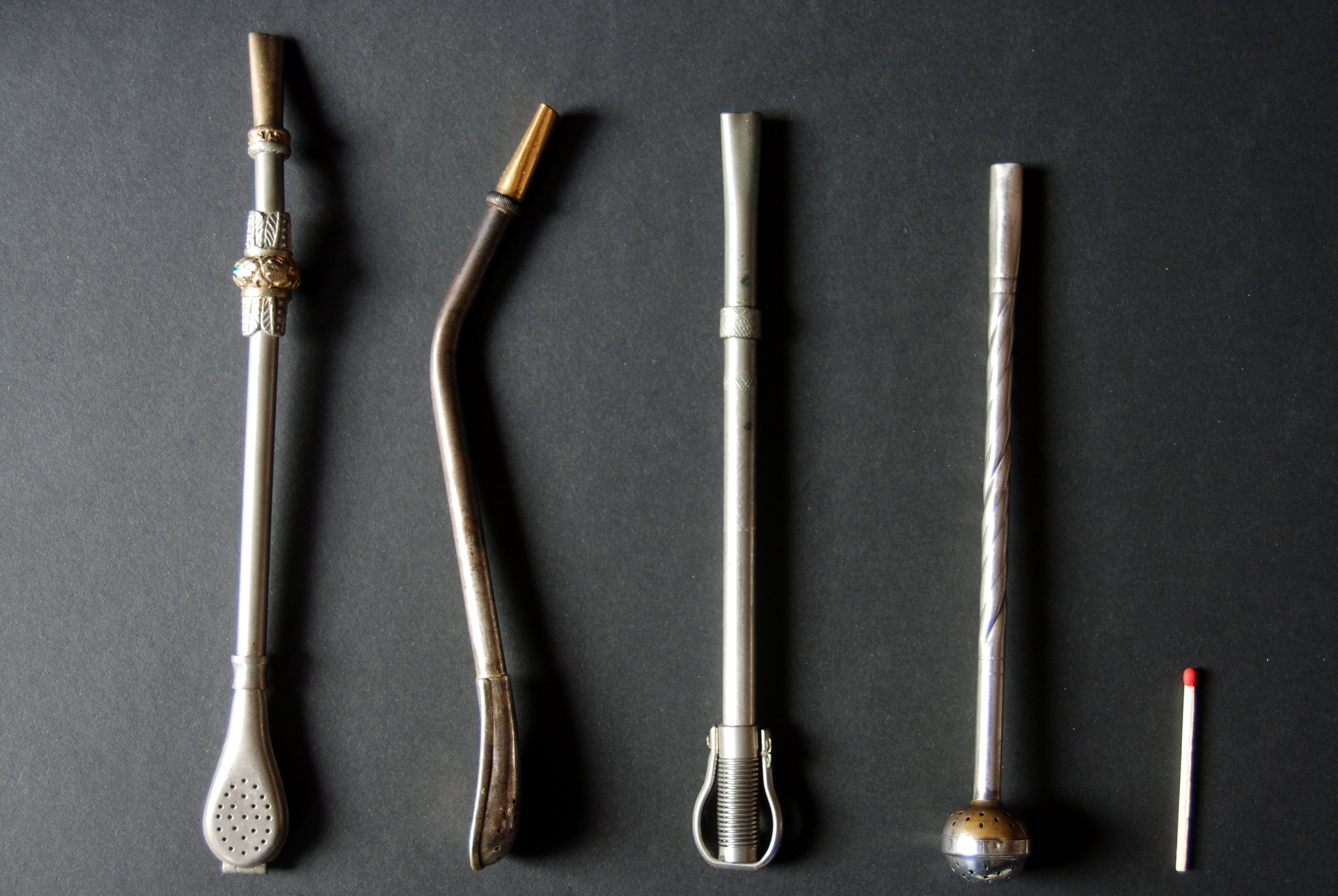
أنواع مختلفة من الممصات بجانب عود ثقاب اعتيادي
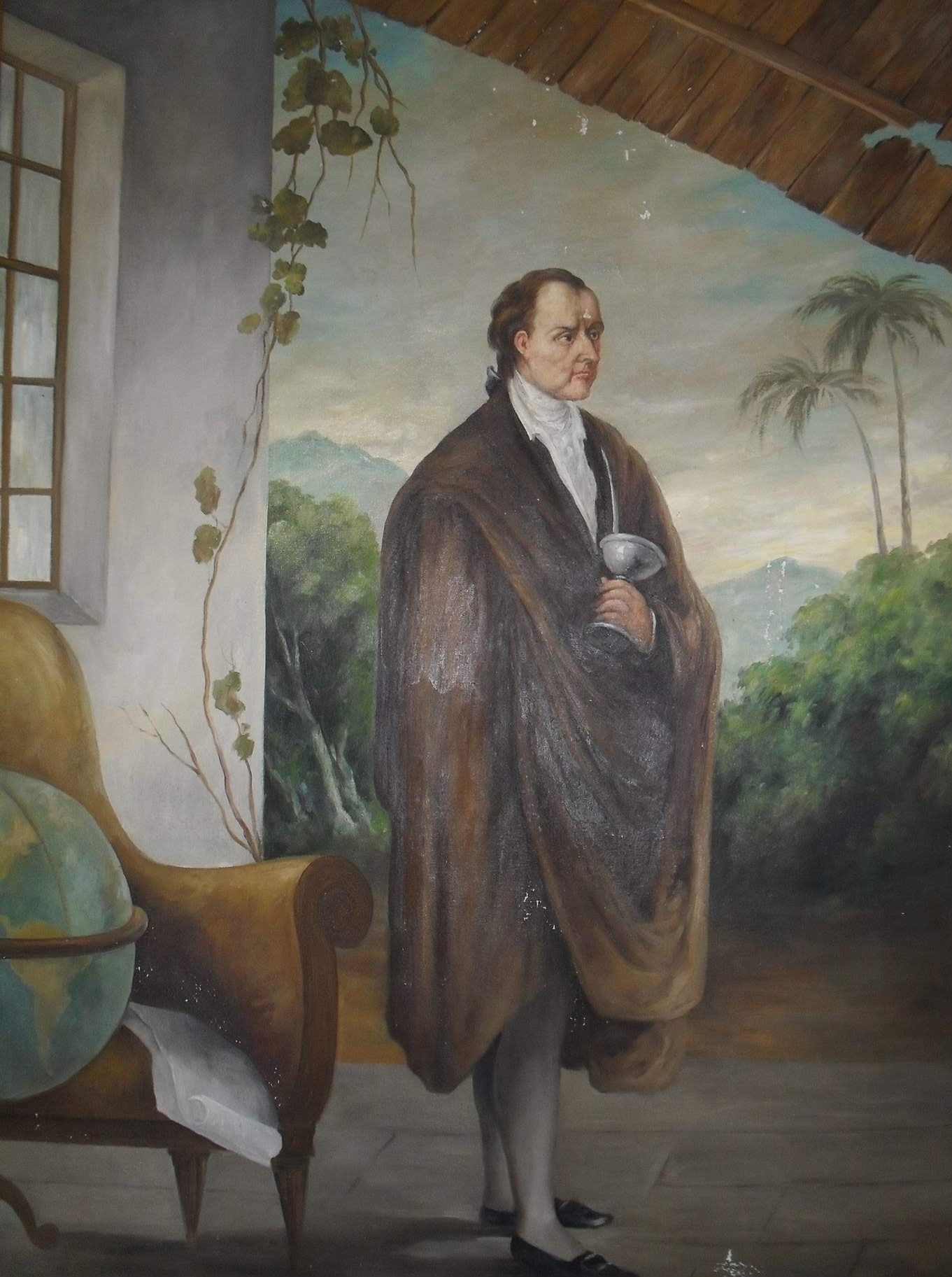
رسمة تصور حاكم الباراغواي في القرن 19 خوسيه غاسبار رودريغيز دي فرنسيا وهو يحتسي المتة
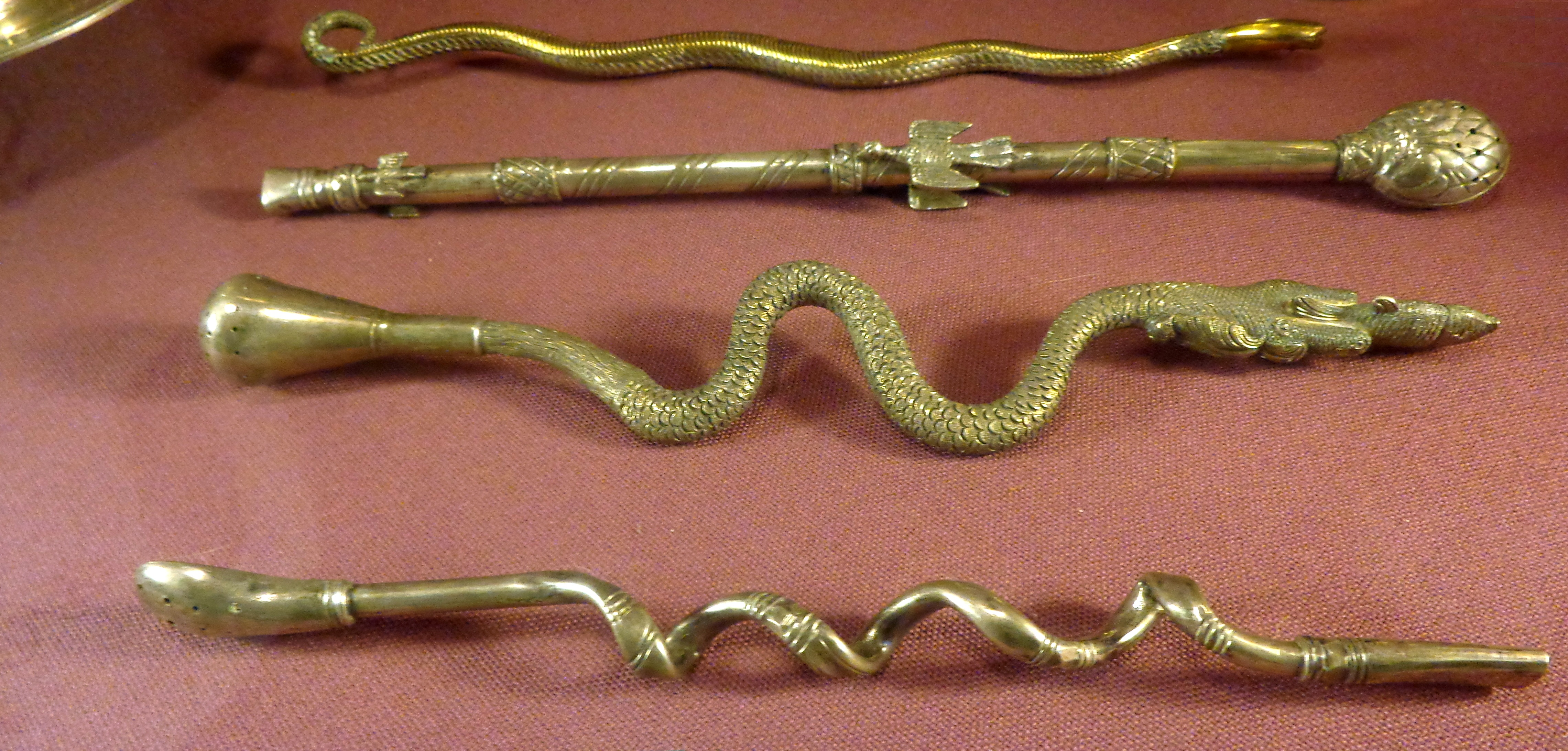
ممصات فضية تعود للقرن التاسع عشر في بوينس آيرس
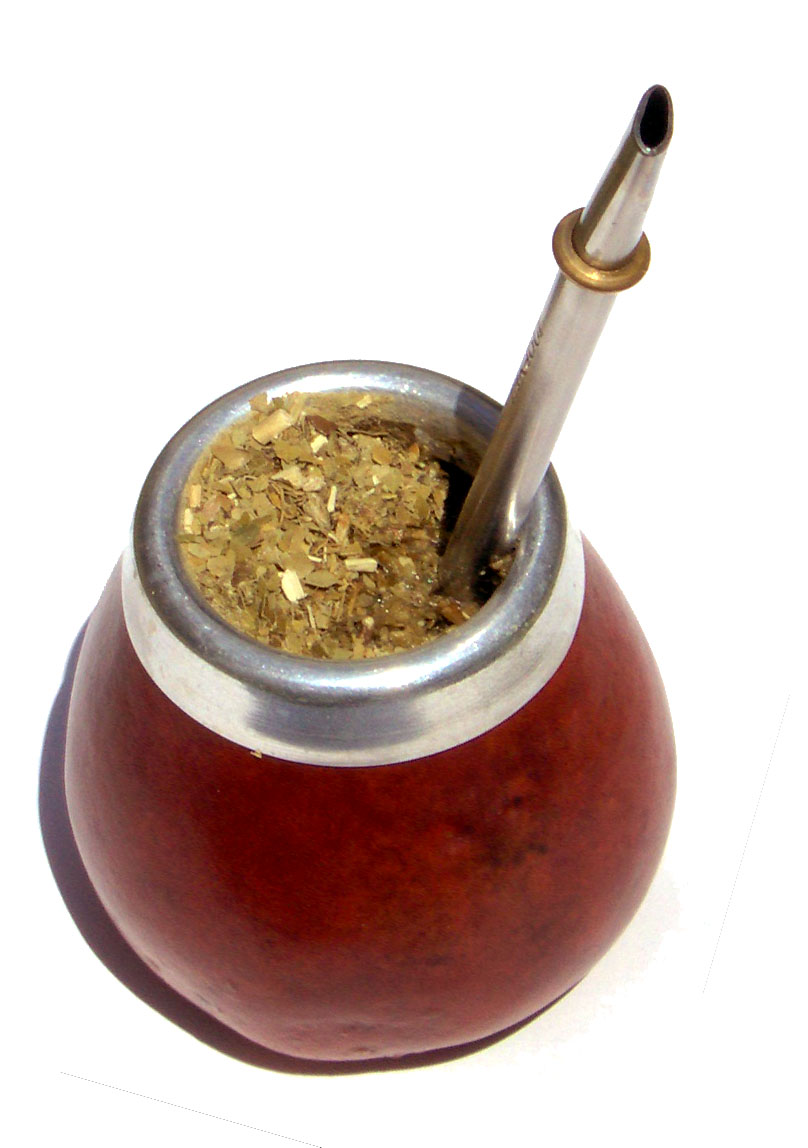
ممص مع قدح متة